# 部田駅

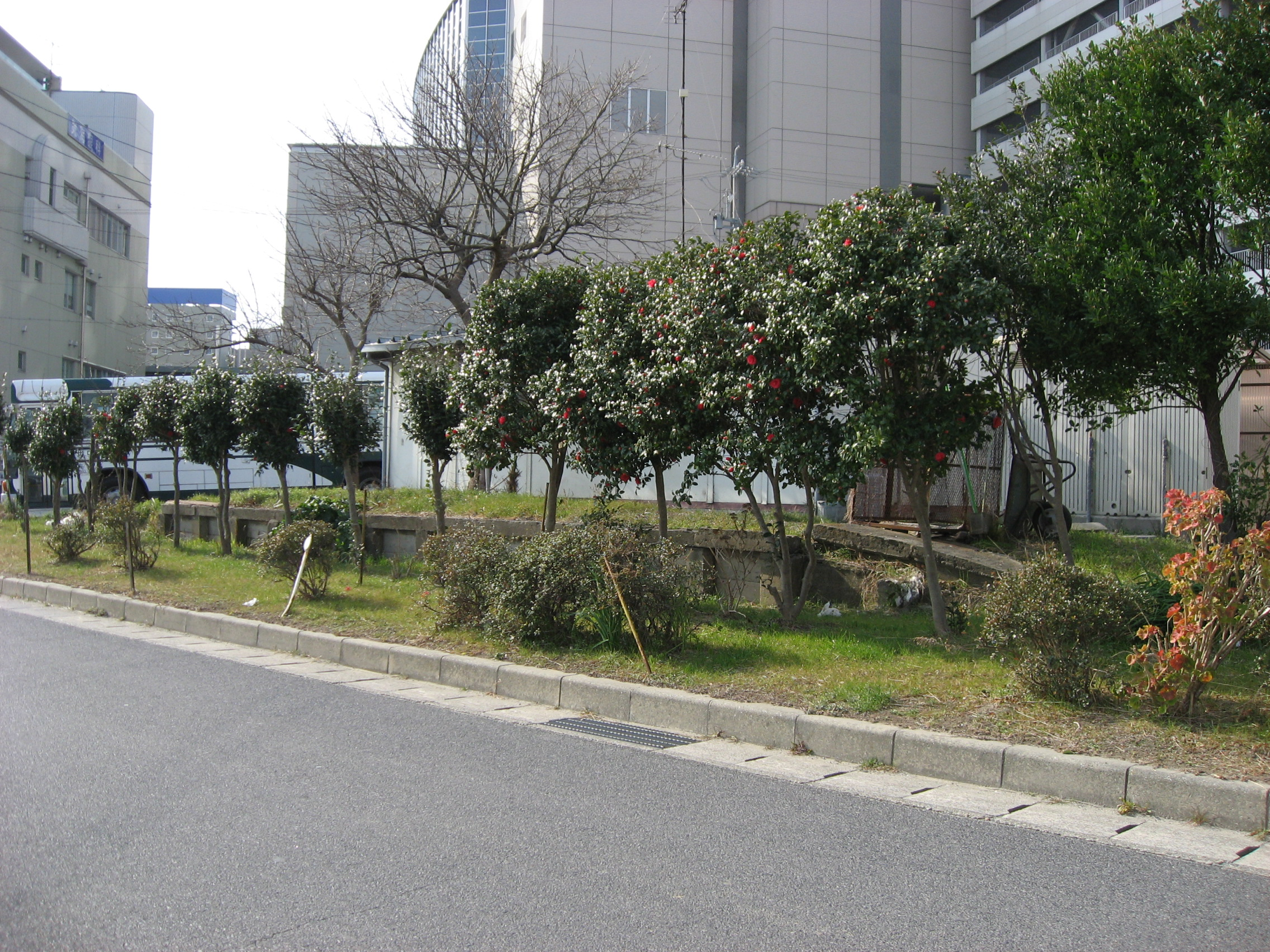
部田駅プラットホーム跡
（2014年に解体）

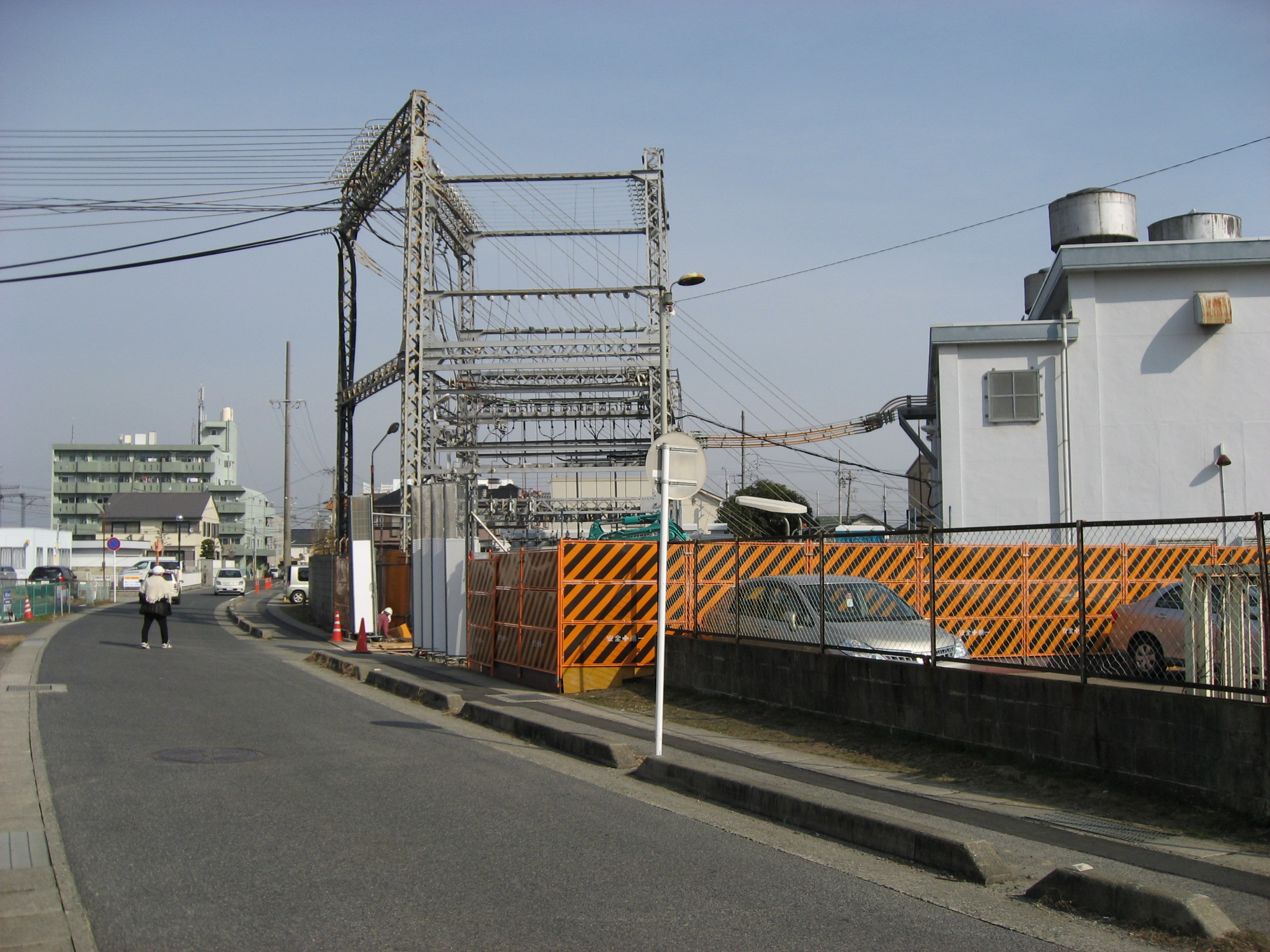
伊勢電時代から稼働する部田変電所。手前の道路は伊勢線の廃線跡。

部田駅（へたえき）は、かつて三重県津市下部田にあった（伊勢電気鉄道本線→）近畿日本鉄道伊勢線の駅（廃駅）である。

## 歴史
鉄道空白地帯となっていた四日市と津の間の各集落を結ぶ目的で設立された伊勢鉄道は、1917年に津に達し、参宮線津駅の北東に津市駅を置いた。
その後、四日市・津市間の全通を挟み、1924年により市外の中心に近い（新）津市駅（後の津新地駅）まで延伸した。この際、市街地を避けて線路を敷くために、（旧）津市駅の手前からS字カーブを切り田園を通る線形が採用され、これに伴い（旧）津市駅は東へ場所を移動し、部田駅と改称。これは現在、三重交通バス駐車場となっている場所の手前に当たり、参宮線津駅とは徒歩6分程度で連絡が可能であった。
1926年に伊勢鉄道は伊勢電気鉄道と改称し、同年末に全線の1500V化を実施するが、この時部田駅に併設して部田変電所が設けられた。伊勢電で伊勢神宮方面（大神宮前駅）へ特急・急行・準急電車の頻発運転が行われるようになると、部田駅は伊勢電津駅と改称。
だが、伊勢電気鉄道は過大な投資が原因で経営に行き詰まり、1936年に参宮急行電鉄（参急）へ統合。当駅も再び部田駅に戻った。伊勢電に代わり関西急行電鉄によって1938年に名古屋への延伸なると、名古屋 - 四日市 - 部田 - 大神宮前間で直通電車が運行されるようになる。同年末には江戸橋 - 中川間が1435mmから1067mmに改軌され、名古屋 - 中川間がメインルートとなった。この結果、江戸橋 - 部田 - 大神宮前間の伊勢線は支線に降格され、市内における部田駅の地位も相対的に低下。その後も伊勢線は凋落の一途をたどり、戦後の1961年に伊勢線とともに部田駅もその歴史に幕を下ろした。
長らくプラットホームが残存していたが、2014年の再開発工事で撤去された。この時、駅付近の地中からレールが出土している。当駅付近の廃線跡は道路になっており、この道路は今も「近鉄道路」と呼ばれている。隣接する部田変電所は名古屋線用の変電所として今も現役である。
- 1917年（大正6年）1月1日 - 伊勢鉄道の津市駅として開設
- 1924年（大正13年）4月3日 - 市街地への延伸に伴い、そちらを（新）津市駅として、当駅は部田駅と改称
- 1926年（大正15年）9月21日 - 伊勢鉄道から伊勢電気鉄道へ改称
- 1930年（昭和5年）12月25日 - 伊勢電津駅と改称
- 1936年（昭和11年）9月15日 - 参宮急行電鉄へ伊勢電気鉄道が合併、部田駅に再改称
- 1941年（昭和16年）3月15日 - 大阪電気軌道と参宮急行電鉄が合併、関西急行鉄道となる
- 1944年（昭和19年）6月1日 - 関西急行鉄道と南海鉄道が合併、近畿日本鉄道となる
- 1961年（昭和36年）1月22日 - 廃止

## 駅構造
駅舎は寄棟屋根の伊勢電気鉄道標準スタイルを踏襲していた。移設前の駅舎はしばらく四日市移設前の本社とともに放置されていたといわれ、津駅から部田駅（伊勢電津駅）に向かう道路には「伊勢電のりば」と書かれたアーチがあった。

## 隣の駅
近畿日本鉄道
伊勢線
江戸橋駅 - 部田駅 - 津新地駅